# Дунфан Хун-1
 «Дунфан Хун-1» (кит. трад. 東方紅一號, спр. 东方红一号, піньїнь: Dōng Fāng Hóng Yīhào, акад. Дунфан Хун їхао на честь фактичного гімну країни Червоніє Схід) — перший супутник, запущений за космічною програмою КНР.

## Історія
Запуск відбувся 24 квітня 1970 з космодрому Цзюцюань за допомогою власної китайської ракети-носія Чанчжен -1 (після однієї невдалої спроби 16 листопада 1969).
Завдяки цьому запуску, КНР стала 9-ю країною з власним супутником, але 5-ю в світі та 2-ю в Азії (відставши від Японії лише на кілька місяців) космічною державою.